# Alansmia variabilis
Alansmia variabilis är en stensöteväxtart som först beskrevs av Georg Heinrich Mettenius och Oskar Kuhn, och fick sitt nu gällande namn av Moguel och M. Kessler. Alansmia variabilis ingår i släktet Alansmia och familjen Polypodiaceae. Inga underarter finns listade.